# بهنام أبو الصوف
بهنام ناصر نعمان أبو الصوف، (1931 - 2012م) عالم آثار عراقي مسيحي.
ولد في مدينة الموصل بالعراق في عام 1931. أكمل دراسته الابتدائية والإعدادية في الموصل. حصل على شهادة بكالوريوس في الآثار والحضارة من كلية الآداب جامعة بغداد  عام 1955. ثم أكمل دراسته العليا في جامعة كمبردج بإنكلترا وحصل على درجة الدكتوراه في الآثار ونواة الحضارة وعلم الإنسان في خريف عام 1966.
عمل لسنوات عديدة في التنقيب عن الآثار في عدد من مواقع العراق الأثرية في وسط وشمال العراق، وكان مشرفا علميا على تنقيبات إنقاذية واسعة في حوضي سدي حمرين (في محافظة ديالى)، وأسكي الموصل على نهر دجلة في أواخر السبعينات وحتى منتصف عقد الثمانينات من القرن الماضي.
كشف عن حضارة جديدة من مطلع العصر الحجري الحديث في وسط العراق في منتصف عقد الستينات ألقت الكثير من الضوء على معلوماتنا من تلك الفترة الموغلة في القدم.
حاضر لسنوات عديدة في مادة جذور الحضارة والآثار والتاريخ في عدد من جامعات العراق ومعهد التاريخ العربي والتراث العلمي.

## وفاته
أعلن في العاصمة الأردنية عمان اليوم الأربعاء 19 أيلول 2012 عن رحيل المؤرخ والآثاري العراقي بهنام أبو الصوف اثر أزمة قلبية عن عمر ناهز الثمانين عاما.

## اقرأ أيضا
- موقعه الشخصي على الإنترنت